# La Légende des siècles
La Légende des siècles er et digt af Victor Hugo fra 1859. Hugo udvidede det til 1883, hvor det kom i en ny version. Værket er et epos på 700-800 sider på rimede vers. Hugos ambition var at fortælle menneskehedens historie fra tidernes morgen til en nær fremtid. Værket er opbygget af små "legender", der illustrerer en periode i menneskehedens historie fx om middelalderens riddere. Legenderne indeholder både historisk og mytisk stof, og virkelige personer sættes ind i et mytisk univers og vice versa. Mange af legenderne har en stærk moral med samfundskritiske undertoner. Hugo skrev La Légende des siècles i eksil, så han turde karakterisere paven som et magtsygt og fordærvet menneske, der ikke er mere ophøjet end andre. Hugos værk ligner  på mange måder Balzacs den menneskelige komedie og Baudelaires Les Fleurs du Mal. De viser, at de sorte sider af mennesket er fremherskende i verden, der er brutal og voldelig, men at nogle få udvalgte evner at vise den rigtige vej frem. Den store forskel mellem Hugo og Baudelaire ligger i det poetiske sprog og ikke i de moralske aspekter. Hugo bruger samme teknik som i romanerne, her blot kondenseret i hver enkelt "legende".  